# Camí vell de Santa Engràcia a Rivert
El Camí vell de Santa Engràcia a Rivert és un vell camí de bast dels termes municipals de Conca de Dalt, en territori del poble de Serradell, a l'antic terme de Toralla i Serradell, de Salàs de Pallars i de Tremp, en territori del poble de Santa Engràcia, a l'antic terme de Gurp de la Conca, al Pallars Jussà. Tanmateix, l'únic tram conservat és el de l'entorn de Rivert.
És un camí actualment perdut en alguns trams, atès que els nous mitjans de comunicació han fet obrir pistes transitables per a vehicles, i alguns dels vells camins de bast s'han anat perdent a causa del desús.
El tram conservat és el darrer: quan arribava a Tresdós i entroncava amb el Camí dels Escarruixos, que hi arribava des del sud-est, va a cercar els peus de l'extrem sud-est del Serrat del Gargallar. Així arriba a Rivert per sota de la Roca Mirana i les Balçs, passa per davant de la Cova les Balçs i entra en el poble per la part més alta, a ponent, sota mateix de la cinglera que arredossa el poble per aquesta banda.